# 盧潤森
盧潤森，香港律師，南華體育會副主席，香港金瑤集團董事長。
盧潤森曾擔任香港足球總會副主席，2004年起擔任南華體育會主席，現於多個中國大城市開設名店運動城，銷售體育用品。品牌運動品店共有10家，分別是津樂匯LaVita 2家，及名店運動城8家，位於北京、上海、天津、重慶、瀋陽。
盧潤森的女兒盧恬兒曾與富豪霍英東長孫霍啟剛拍拖。

## 連結
- 盧潤森：內地開店如覓妻 香港文匯報